# Boyd (Montana)
Boyd – jednostka osadnicza w Stanach Zjednoczonych, w stanie Montana, w hrabstwie Carbon.